# Philipp von Ibelin (Seneschall von Zypern)
Philipp von Ibelin (* um 1255; † 25. November 1318 in Nikosia) war ein Angehöriger des Hauses Ibelin und amtierender Seneschall des Königreichs Zypern. Er war einer der Söhne des Guido von Ibelin († 1255), Connétable von Zypern, und der Philippa Barlais.
Philipp und seine Brüder nahmen als Onkel des Königs Heinrich II. von Zypern eine dominierende Position in der Politik des Königreichs ein. Zunächst stand ab 1286 der ältere Balian im Amt des königlichen Seneschalls als führender Minister dem König zur Seite. Philipp scheint sich in jenen Jahren in Europa aufgehalten zu haben. Jedenfalls befand er sich 1292 auf einem Geschwader aus vier venezianischen Schiffen und zwei Schiffen des Templerordens auf der Heimreise von Venedig nach Zypern, als dieses auf seiner Route von einer genuesischen Flottille überrascht und gewaltsam aufgebracht wurde. Mehr als dreihundert Venezianer wurden im Seekampf getötet; das Leben Philipps wurde von einem genuesischen Kapitän gerettet, der seine prominente Stellung als Onkel des zypriotischen Königs erkannte. Allerdings wurde ihm sein persönlicher Besitz, darunter ein Silberteller, von den Genuesen geraubt. Wie er im Anschluss nach Zypern gelangte, ist unklar, allerdings befand er sich bereits 1293 wieder im Gefolge des Königs, seines Neffen, als sie in Salines (Larnaka) von einer venezianischen Flotte aufgenommen und nach Famagusta eskortiert wurden. Der anonyme Templer von Tyrus war ein Augenzeuge davon.
Nach Balians Tod im Jahr 1301 übernahm Philipp von ihm das Amt des Seneschalls und hatte die folgenden Jahre als engster Vertrauter des Königs die faktische Regierungsgewalt inne. Gegen ihn bildete sich schnell eine Opposition des Adels, an deren Spitze sich der jüngere Königsbruder Amalrich, Herr von Tyrus, stellte. Im April 1306 erhob sich dieser schließlich offen und forderte vom König, der schwer erkrankt war, die Übertragung der Regierungsgeschäfte. Philipps Position brach schnell in sich zusammen, nachdem sich auch die Königinmutter, seine Schwester Isabella, und andere Angehörige der Ibelins der Opposition angeschlossen hatten. Nur König Heinrich II. hielt weiter zu seinem Onkel, die beide von Amalrich in der königlichen Residenz zu Nikosia belagert wurden. Als schließlich auch der zypriotische Klerus einen Seitenwechsel vollzogen hatte, mussten sie letztlich aufgeben und wurden von Amalrich gefangen gesetzt. 1308 wurden Philipp, der König und ihre Anhänger von Amalrich in das kilikische Armenien zwangsexiliert, dessen König Oschin sie bewachen sollte. Nach der Ermordung Amalrichs konnten Philipp und der König im August 1310 nach Zypern zurückkehren und die alten Machtverhältnisse wiederherstellen. Philipp starb am 25. November 1318 in Nikosia und wurde daselbst in der Franziskanerkirche bestattet.
Philipp war zwei Mal verheiratet. Aus seiner ersten um 1280 geschlossenen Ehe mit Marie de Hamus gingen keine Kinder hervor. Aus seiner zweiten Ehe mit Maria Embriaco († 4. September 1331), einer Tochter des Guido II. Embriaco, Herr von Gibelet, hatte er fünf Kinder:
- Isabella von Ibelin († um 1342), 1. ⚭ 1315 Ferdinand von Mallorca († 1316); 2. ⚭ 1320 Hugo von Ibelin, Titulargraf von Jaffa;
- Johann von Ibelin (* 1301/02, † 22. Oktober 1317).[9]
- Guido von Ibelin († 1350/60), Seneschall von Zypern;
- Balian von Ibelin († um 1349);
- Helvis von Ibelin († 1347), ⚭ 1330 Herzog Heinrich II. von Braunschweig-Grubenhagen († 1351).[10]

## Weblink
- IBELIN - DESCENDANTS of GUY IBELIN, MARSHAL and CONSTABLE of CYPRUS bei fmg.ac

| Personendaten    | Personendaten         |
| ---------------- | --------------------- |
| NAME             | Philipp von Ibelin    |
| ALTERNATIVNAMEN  | Philippe d’Ibelin     |
| KURZBESCHREIBUNG | Seneschall von Zypern |
| GEBURTSDATUM     | um 1255               |
| STERBEDATUM      | 25. November 1318     |
| STERBEORT        | Nikosia               |